# 益田就高
益田 就高（ますだ なりたか、寛文元年（1661年） - 享保8年1月30日（1723年3月6日））は、長州藩主毛利家の家臣。寄組問田益田家3代｡
父は益田就貫で、伯父の就固の養子になる。正室は宍戸就附の娘。後妻は京都人田中五兵衛の娘。継室は京都人松下見林の娘。子は広尭、宍道広慶。養子に兼昌（毛利就芝二男）、元言（秋里之勝二男）がいる。娘は佐世広玄の室､元言の室らがいる。通称は七郎兵衛､孫左衛門、図書、織部。

## 生涯
益田景祥の二男・就貫の子として生まれるが、伯父就固の嫡子就実が夭折し、そのあと養嗣子になっていた父就貫も早世したため養子に迎えられ家督を継いだ。藩主毛利吉就の偏諱を貰い就通、のちに就高と名のる。吉就、吉広、吉元の3代に仕えて藩政の枢機に関わり、のちに当職に就任する。
享保8年（1723年）正月死去、享年63。家督は養嗣子の元言が継いだ｡